# Tatra 75
Tatra 75 — легковой автомобиль среднего класса типа «родстер», производившийся чехословацкой компанией Tatra в 1933—1942 годах.

## Описание
Tatra 75 — высокоуправляемый автомобиль с расположенным впереди двигателем и задним приводом. Основа — четырёхцилиндровый воздушного охлаждения двигатель Tatra 75 объёмом 1688 см³ (1,7 л) и мощностью 30 л.с.  Для изготовления корпуса, двигателя и рамы использовались лёгкие металлы. Имелась четырёхскоростная коробка передач, гидравлическая тормозная система и V-образный радиатор (последние два элемента стали новинкой). Максимальная скорость автомобиля — 100 км/ч при массе 1200 кг. Колёса были выполнены в форме дисков, шасси имело передний мост с двумя поперечными листовыми рессорами и незакреплённую шарнирную подвеску заднего моста с поперечной листовой рессорой.
Выпускались родстеры с 4 и 6 местами (для последних была удлинена колёсная база). За 9 лет был выпущен 4501 экземпляр. В 1947 году на смену Tatra 75 пришла новая модель Tatra 600.